# Manifeste des Trente-cinq
Le manifeste des Trente-cinq, de son titre original l'Internationale anarchiste et la guerre est un manifeste anarchiste publié en février 1915 à Londres. Ce texte s'oppose à la participation et au soutien des anarchistes à la Première Guerre mondiale et à toute guerre étatique, une position alors défendue par Pierre Kropotkine. 
Rédigé et pensé par Errico Malatesta, trente-six figures de l'anarchisme signent le document, parmi lesquelles on peut trouver Emma Goldman, Alexandre Berkman ou encore Luigi Bertoni. Malatesta y critique les positions des anarchistes soutenant la guerre, ni anticoloniale, ni de libération, ni une révolution, mais vue comme une guerre entre puissances capitalistes contre lesquelles il faudrait lutter.
Le texte s'inscrit dans les intenses débats à ce sujet dans les cercles anarchistes, et si les positions qui y sont défendues sont désormais généralement partagées par les anarchistes plus récents, il provoque un intense conflit en 1915, qui mène Kropotkine à répondre par le manifeste des Seize, où il appelle à soutenir la Triple-Entente. Bien que Kropotkine et Malatesta demeurent amis plus tard, cet épisode les éloigne considérablement, Malatesta jugeant Kropotkine responsable de l'arrestation de Rudolf Rocker par les autorités britanniques.

## Histoire

### Contexte
Au XIXe siècle, l'anarchisme naît et se constitue en Europe avant de se propager. Les anarchistes défendent la lutte contre toutes formes de domination perçues comme injustes, en premier lieu la domination économique, avec le développement du capitalisme. Ils sont particulièrement opposés à l'État, vu comme l'organisation permettant d'entériner ces dominations au travers de sa police, son armée et sa propagande.
A la veille de la Première Guerre mondiale, les anarchistes forment un mouvement déjà présent sur une partie importante de la planète - la fuite, l'exil et la mobilité importante des anarchistes pendant la période de la propagande par le fait (1880-1914) et de l'anarcho-syndicalisme renforce leur présence à de nombreux endroits de la planète, des dynamiques aidées par le fait que les anarchistes s'intéressent plus rapidement aux luttes anticoloniales que leurs concurrents marxistes, alors concentrés en Europe sur un prolétariat ouvrier et peu intéressés par l'anticolonialisme. Ils sont au sommet de leur influence sur la gauche au niveau mondial, en 1905, une révolution manque de renverser le tsar, en 1909, ils sont centraux lors de la Semaine tragique à Barcelone, de nombreuses grèves et actions anarchistes touchent plusieurs pays, l'Amérique latine, provoquent en partie la Révolution mexicaine (1910-1920). La gauche mondiale est influencée au point que les marxistes, qui avaient expulsé les anarchistes comme Errico Malatesta de la Seconde Internationale en 1896, sous prétexte qu'il défendait l'antiparlementarisme, adoptent désormais ces mêmes positions.
Après la déclaration de guerre, Malatesta, qui défend une position pacifiste - est abandonné par un certain nombre d'anarchistes, en France, nombre d'entre eux - comme Charles Malato - soutiennent l'Union sacrée, Max Nettlau soutient quant à lui l'Autriche-Hongrie dans sa lutte contre les « Slaves ». Chez les anarchistes italiens comme Silvio Corio, de telles perspectives bellicistes ou nationalistes se retrouvent aussi. Jacques Mesnil en Belgique défend la Triple Entente sous prétexte que la fin du libéralisme britannique signifierait que Londres, alors un lieu servant de refuge aux anarchistes, serait compromise. Enfin, Pierre Kropotkine, un penseur majeur de l'anarchisme, soutient des positions ouvertement francophiles et russophiles dans la guerre, prenant la parole et écrivant fréquemment pour soutenir la France et la Russie contre l'Allemagne. Des anarchistes allemands en Angleterre, comme Rudolf Rocker, sont rapidement arrêtés à Londres par la police britannique pour s'être opposés à la guerre - ce que Malatesta considère comme étant de la faute de Kropotkine et de son abandon des principes anarchistes, et ne lui pardonnera jamais.
Malatesta constate ces tendances francophiles et nationalistes chez son ami bien avant la guerre, mais celle-ci provoque une rupture. Malade dans les premiers mois de celle-ci, il commence à entreprendre une vaste campagne visant à cibler les positions des anarchistes soutenant la participation à la guerre. Il écrit à propos de Kropotkine en décembre 1914, dans le journal Freedom :

« Je confesse que nous avons eu tort de ne pas prêter attention à son patriotisme franco-russe et de ne pas avoir prévu où ses préjugés anti-allemands allaient le mener. »

Plus tard, avant sa mort, Malatesta répétera cette catégorisation de son ami, estimant qu'un tel nationalisme était insurmontable et pathologique chez lui, et écrivant que cet épisode: 

« est l'un des événements les plus tragiques de ma vie (et je n'hésite pas à dire de la sienne), où, après une discussion décidément douloureuse, nous nous sommes séparés en adversaires, presque en ennemis »

En tout cas, cette division entre deux figures majeures de l'anarchisme provoque des questionnements à propos de la guerre et de la participation, ou non, des anarchistes à celle-ci. Pour lutter contre les positions de son camarade, Malatesta publie d'abord des articles où il soutient que les anarchistes en faveur de la guerre oublieraient les principes de l'anarchisme. Dans ces articles, il prévoit que la guerre sera longue, meurtrière, sans but et qu'elle ne mènerait qu'à une seconde guerre encore plus violente. Au début de 1915, il s'associe avec une série d'anarchistes notables, comme Emma Goldman, Alexandre Berkman ou Luigi Bertoni, pour acquérir leur soutien dans ce conflit idéologique l'opposant à Kropotkine et engageant les principes fondateurs de l'anarchisme,.

### Manifeste
Dans ce cadre, trente six figures du mouvement anarchiste s'associent à lui et publient un manifeste sous le titre de l'Internationale anarchiste et la guerre. Parmi les signataires, on trouve, en ordre alphabétique :

« Leonard Abbott, Alexandre Berkman, Luigi Bertoni, George Ballard, A. Bernardo, Édouard Boudot, A. Calzitta, Henry Combes, Ferdinand Domela Nieuwenhuis, Fred William Dunn, Carlo Frigerio, Emma Goldman, Vicente Garcia, Georges Bernard, Hippolyte Havel, Thomas Keell, Harry Kelly, Jules Lemaire, A. Marquez, Errico Malatesta, Noël Paravich, I. Rochtchine, Emidio Recchioni, Gerhard Rijnders, V. J. C. Schermerhorn, Alexandre Shapiro, William Shatoff, A. Savioli, C. Trombetti, Pedro Vallina Martinez, Giuseppe Vignati, Lilian Woolf et Saul Yanovsky. »

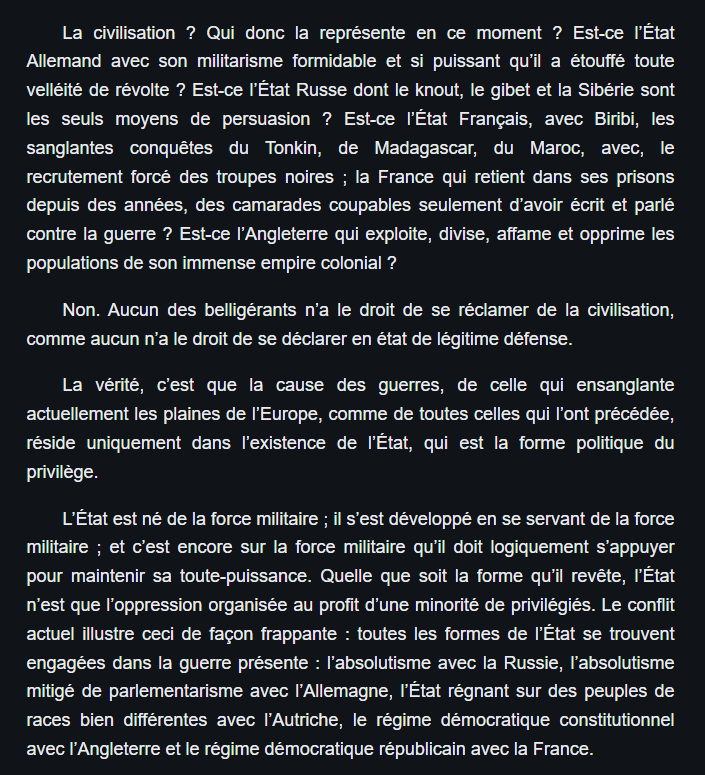
Extrait du manifeste

Rudolf Rocker souhaite apposer sa signature mais ne peut le faire car il est en prison lorsque le manifeste est rédigé et signé. Le texte s'oppose à la guerre et propose à la place le pacifisme. Pour les anarchistes qui le signent, une guerre menée par deux États comme la France et l'Allemagne, dans ce cas, n'est pas à soutenir ou à entreprendre - étant donné que les gouvernements ne chercheraient qu'à diviser les travailleurs et soutenir la bourgeoisie. Cette vision surtout portée alors par Malatesta est fondée sur plusieurs arguments qu'il développe par ailleurs ; pour lui, bien que les guerres puissent exister, comme les guerres de libération anticoloniales ou les révolutions nécessairement violentes, une guerre menée entre deux États capitalistes et coloniaux ne devrait pas être soutenue par les anarchistes - au mieux, ils devraient lutter contre, au pire, s'abstenir - mais certainement pas la soutenir, ce qui équivaudrait à se faire complice des crimes étatiques et capitalistes. Contre l'argument qui voudrait que le système politique allemand soit moins bon que celui des puissances libérales comme la France ou l'Angleterre, et qu'il faudrait donc lutter pour préserver ces dernières, Malatesta oppose l'idée que ce serait faire une hiérarchie entre les luttes des prolétaires allemands et français, ces derniers étant vu comme aussi légitimes de se révolter et de vouloir l'arrivée de l'anarchie que les premiers. La publication originale est faite en trois langues, en anglais, en français et en allemand.  

### Postérité
Les positions tenues dans ce texte, aussi appelé manifeste des Trente-cinq, mènent Kropotkine à répondre avec le manifeste des Seize, l'année suivante, appelant de nouveau à soutenir la Triple Entente, ce qui mène à une rupture importante chez les anarchistes, au moins en Europe. Le mouvement anarchiste est profondément impacté par cette division et la guerre de manière générale, et ne se reconstruit qu'avec la révolution russe et la Makhnovchtchina, qui fait entrer le mouvement dans de nouvelles perspectives. L'antimilitarisme prôné par Malatesta à l'époque s'impose progressivement pour devenir la position majoritaire du mouvement anarchiste depuis - bien que ce questionnement se pose à l'époque encore.